# D'Pharaoh Woon-A-Tai
D'Pharaoh Miskwaatez McKay Woon-A-Tai (Toronto, 19 de septiembre de 2001) es un actor canadiense de ascendencia Oji-Cree. Es mejor conocido por su papel como Bear Smallhill en la serie de comedia dramática de FX en Hulu Reservation Dogs (2021), por la que recibió nominaciones a un premio Primetime Emmy y dos premios Critics' Choice Television Awards.

## Primeros años
Woon-A-Tai y su hermano gemelo Mi'De Xxavier nacieron en Toronto. Nacido como D'Pharaoh Miskwaatez Loescher McKay Woon-A-Tai, su nombre refleja su herencia oji-cree, chino-guyanesa y alemana. Cinturón negro en karate Shotokan, es nieto del notable instructor de Shotokan Frank Woon-A-Tai por parte de madre. Su abuelo paterno fue el Dr. Alex McKay, profesor de lengua anishinaabemowin en el departamento de Estudios Indígenas de la Universidad de Toronto.
Woon-A-Tai y sus tres hermanos (de los que eventualmente serían cinco) crecieron en el barrio Esplanade de Toronto y visitaban a su familia paterna en la Primera Nación Kitchenuhmaykoosib Inninuwug los fines de semana. Asistió a la escuela pública Nelson Mandela Park.

## Carrera
Woon-A-Tai comenzó su carrera con un papel recurrente como Chase Whaley en la temporada 1 de la serie de Family Channel de 2018 Holly Hobbie. En 2019, Woon-A-Tai interpretó a Tom Longboat en un arco de dos episodios de la temporada 12 de Los misterios de Murdoch. Hizo apariciones especiales como Lucky en Creeped Out y Mikey en Tribal.
Woon-A-Tai hizo su debut cinematográfico como Hank en la película Beans dirigida por Tracey Deer, que fue seleccionada en el Festival Internacional de Cine de Toronto de 2020 y ganó el premio a Mejor Película en los Canadian Screen Awards.
En diciembre de 2020, se anunció que Woon-A-Tai interpretaría a Bear Smallhill en la comedia dramática de FX en Hulu de 2021 Reservation Dogs, "un triunfo de la vida real" de Sterlin Harjo y Taika Waititi. Ambientada y filmada en la zona rural de Oklahoma, Reservation Dogs es una historia sobre el paso a la edad adulta que sigue las travesuras de adolescentes rebeldes que viven en tierras tribales. Todo el equipo creativo, el elenco principal y el equipo técnico de la serie están formados por indígenas, con la incorporación de algunos actores no nativos en papeles secundarios o invitados. El Denver Gazette describió a Bear como "interpretado espectacularmente por D'Pharaoh, la estrella emergente de esta serie". La segunda temporada de Reservation Dogs se estrenó el 3 de agosto de 2022, y la tercera y última temporada se estrenó el 2 de agosto de 2023. Su actuación en la temporada final lo convirtió en el primer actor indígena en recibir una nominación al premio Primetime Emmy como actor principal destacado en una serie de comedia.
En 2022, se anunció que Woon-A-Tai se uniría a Finn Wolfhard y Billy Bryk en el debut como director del dúo, Hell of a Summer, que se estrenó en 2023. Woon-A-Tai interpretó también a Adam en la película Fitting In de 2023. También protagoniza la película de suspenso independiente Only the Good Survive, junto a Sidney Flanigan, Frederick Weller y Will Ropp . La película también se estrenó en 2023.
En 2024, se anunció que Woon-A-Tai interpretaría a Ray Mendoza en la próxima película de Mendoza, Warfare, junto a Noah Centineo, Charles Melton, Will Poulter, Joseph Quinn y Kit Connor. La película está dirigida por Mendoza y Alex Garland, quien ha dirigido películas como Civil War y Ex Machina. En abril, el elenco comenzó un intenso entrenamiento de estilo militar para prepararse para la película en Londres.

## Vida personal
Woon-A-Tai ha estado saliendo con la modelo y activista estadounidense Quannah Chasinghorse desde 2021. La pareja vive junta en Los Ángeles y ambos han firmado contratos con IMG como modelos y para la gestión de talentos. Ambos aparecen juntos en el vídeo musical del sencillo "Haute saison" de Rob & Jack Lahana. En 2024, ambos aparecieron en Vogue Digital para Ralph Lauren. 

## Filmografía

### Cine
| Año  | Título                | Papel       | Director                   | Notas        |
| ---- | --------------------- | ----------- | -------------------------- | ------------ |
| 2019 | Wenonah               | Luc         | Deanna Armenti             | Cortometraje |
| 2020 | Beans                 | Hank        | Tracey Deer                |              |
| 2023 | Fitting In            | Adam        | Molly McGlynn              |              |
| 2023 | Only the Good Survive | Ry Coolidge | Dutch Southern             |              |
| 2023 | Hell of A Summer      | Mike        | Finn Wolfhard y Billy Bryk |              |
| 2025 | Warfare               | Ray Mendoza | Alex Garland y Ray Mendoza |              |

### Televisión
| Año       | Título                   | Papel          | Notas                           |
| --------- | ------------------------ | -------------- | ------------------------------- |
| 2018      | Holly Hobbie             | Chase Whaley   | 3 episodios                     |
| 2019      | Los misterios de Murdoch | Tom Longboat   | 2 episodios                     |
| 2019      | Creeped Out              | Lucky          | Episodio: "The Takedown"        |
| 2020      | Tribal                   | Mikey          | Episodio: "Runs with a Gun"     |
| 2021–2023 | Reservation Dogs         | Bear Smallhill | Papel principal                 |
| 2022      | TallBoyz                 | Él mismo       | Episodio: "Papa You Are My Dad" |

### Series web
| Year | Title               | Role | Notes                                          |
| ---- | ------------------- | ---- | ---------------------------------------------- |
| 2022 | Normal Ain't Normal | Wes  | Buzzfeed Serie web Episodio: "Unlord the Land" |

## Videografía

### Videos musicales
| Año  | Artista          | Canción                                         | Álbum                     |
| ---- | ---------------- | ----------------------------------------------- | ------------------------- |
| 2022 | Rob, Jack Lahana | Haute saison (feat. Gordon Tracks & Giogio Poi) | Alta temporada (Sencillo) |

## Premios y nominaciones
| Año  | Premio                              | Categoría                                                                        | Obra             | Resultado |
| ---- | ----------------------------------- | -------------------------------------------------------------------------------- | ---------------- | --------- |
| 2022 | Premios Independent Spirit          | Mejor reparto en una nueva serie con guion (compartido con el resto del reparto) | Reservation Dogs | Ganador   |
| 2022 | Peña de Plata                       | Mejor reparto en una serie de comedia (compartido con el elenco)                 | Reservation Dogs | Ganador   |
| 2023 | Premios de televisión de la crítica | Mejor actor en una serie de comedia                                              | Reservation Dogs | Nominado  |
| 2024 | Premios de televisión de la crítica | Mejor actor en una serie de comedia                                              | Reservation Dogs | Nominado  |
| 2024 | Premios Primetime Emmy              | Premio Primetime Emmy al Mejor actor principal en una serie de comedia           | Reservation Dogs | Nominado  |